# Résolution 1737 du Conseil de sécurité des Nations unies
Membres permanents
- Chine
- États-Unis
- France
- Royaume-Uni
- Russie

Membres non permanents
- Argentine
- Congo
- Danemark
- Ghana
- Grèce
- Japon
- Pérou
- Qatar
- Slovaquie
- Tanzanie

Résolution no 1736 Résolution no 1738
La résolution 1737 du conseil de sécurité des Nations unies est une résolution adoptée unanimement le 23 décembre 2006.

## Contenu de la résolution
La résolution impose des sanctions contre l'Iran pour stopper son programme d'enrichissement d'uranium. La résolution interdit la fourniture de matériels et de technologies liés au nucléaire et gèle les capitaux des individus et des sociétés liés au programme d'enrichissement.
Le 11 avril 2007, le ministère des Affaires étrangères a réaffirmé l'actionnariat de l'Iran à Eurodif, un consortium d'enrichissement d'uranium, tout en affirmant que selon les termes de l'accord franco-iranien de 1991, l'Iran n'a aucun droit à enlever de l'uranium enrichi ni d'accès aux technologies du nucléaire, mais seulement aux gains financiers qui résultent de sa présence dans le consortium. Or, ces fonds sont gelés par la France en raison de la résolution 1737.

## Réactions
- Iran : le président iranien Mahmoud Ahmadinejad a déclaré à propos de la résolution : « C'est un bout de papier froissé avec lequel ils essaient de faire peur aux Iraniens » [2] et a affirmé que l'Iran démarrait dès ce jour l'installation de 3000 nouvelles centrifugeuses.
- États-Unis, Israël : ces deux pays ont appelé à plus de fermeté envers l'Iran [3].

## Texte
- Résolution 1737 Sur fr.wikisource.org
- Résolution 1737 Sur en.wikisource.org